# Gerd Bekendorf
Gerd Bekendorf (* 31. März 1947) ist ein ehemaliger deutscher Fußballspieler, der von 1966 bis 1980 in Greifswald für die Betriebssportgemeinschaften (BSG) Einheit und Kernkraftwerk Nord in der DDR-Liga spielte. 

## Sportliche Laufbahn
Seine ersten beiden Spiele in der zweitklassigen DDR-Liga bestritt Gerd Bekendorf im Alter von 19 Jahren, als in den beiden letzten Punktspielen der Saison 1965/66 bei Einheit Greifswald als linker Läufer eingesetzt wurde. Am Ende dieser Saison musste die BSG Einheit in die Bezirksliga absteigen und kehrte erst 1968 als Bezirksmeister mit Bekendorf wieder in die DDR-Liga zurück. Von der Spielzeit 1968/69 an traten die Greifswalder unter der neuen Bezeichnung BSG Kernkraftwerk Nord an. Sowohl in dieser Spielzeit als auch 1969/70 absolvierte Bekendorf alle 30 Ligaspiele, wobei er in allen Mannschaftsteilen eingesetzt wurde, zuletzt aber hauptsächlich in der Abwehr. 1970/71 musste er längere Zeit pausieren, sodass er in den 26 ausgetragenen Ligaspielen nur 17-mal aufgeboten werden konnte. Er schoss allerdings sein erstes DDR-Liga-Tor. In der Hinrunde der Saison kam Bekendorf in sieben Punktspielen zum Einsatz, danach musste er ab November 1971 einen einjährigen Wehrdienst in der Nationalen Volksarmee ableisten. Nach seiner Entlassung kehrte er zur BSG KKW Nord zurück und wurde in der Rückrunde der Saison 1972/73 noch in sechs Ligaspielen eingesetzt. In den nächsten drei Spielzeiten konnte sich Bekendorf als Stammspieler etablieren, von den 66 Ligaspielen konnte er 61 Partien weiterhin als Verteidiger bestreiten. Als solcher spielte er noch bis 1979 für die Kernkraftwerker, hatte aber nun in jeder Spielzeit längere Einsatzpausen. In seiner letzten Saison als Fußballspieler übernahm er auch das Training der Mannschaft und bot sich selbst nur noch in acht Ligaspielen auf. Danach hatte er 136 DDR-Liga-Spiele absolviert und dabei drei Tore geschossen. Bekendorf trainierte die BSG KKW auch noch 1980/81, konnte sie aber nicht vor dem Abstieg bewahren. Er wurde noch vor dem Saisonende von seinem ehemaligen Mannschaftsmitspieler Bernd Blühdorn abgelöst. 